# British Academy Film Award/Beste Maske
British Academy Film Award: Beste Maske (Best Make Up & Hair)
Folgende Maskenbildner wurden von der British Academy of Film and Television Arts für folgende Filme ausgezeichnet bzw. nominiert:

## 1980er-Jahre
1983
Sarah Monzani, Christopher Tucker, Michèle Burke – Am Anfang war das Feuer (La guerre du feu)
Marvin G. Westmore – Blade Runner
Robert Sidell – E.T. – Der Außerirdische (E.T. the Extra-Terrestrial)
Tom Smith – Gandhi
1984
Dorothy J. Pearl, George Masters, C. Romania Ford, Allan Weisinger – Tootsie
Gordon Kay – Hitze und Staub (Heat and Dust)
Phil Tippett, Stuart Freeborn – Die Rückkehr der Jedi-Ritter (Star Wars Episode VI: Return of the Jedi)
Fern Buchner, John Caglione Jr. – Zelig
1985
Paul Engelen, Peter Frampton, Rick Baker, Joan Hills – Greystoke – Die Legende von Tarzan, Herr der Affen (Greystoke: The Legend of Tarzan, Lord of the Apes)
Jane Royle, Christopher Tucker – Die Zeit der Wölfe (The Company of Wolves)
Alan Boyle – Ein ungleiches Paar (The Dresser)
Tommie Manderson – The Killing Fields – Schreiendes Land (The Killing Fields)
1986
Paul LeBlanc, Dick Smith – Amadeus
Peter Frampton, Paul Engelen, Anna Dryhurst, Luis Michelotti, Beth Presares – Der Smaragdwald (The Emerald Forest)
Peter Robb-King, Rob Bottin – Legende (Legend)
Michael Westmore – Die Maske (Mask)
1987
Shohichiro Meda, Tameyuki Aimi, Chihako Naito, Noriko Takemizawa – Ran
Peter Robb-King – Aliens – Die Rückkehr (Aliens)
Jenny Shircore – Das wahre Leben der Alice im Wunderland (Dreamchild)
Peter Frampton – Sid und Nancy (Sid and Nancy)
1988
Hasso von Hugo – Der Name der Rose
Chris Walas, Stephan Dubuis – Die Fliege (The Fly)
Anna Dryhurst – Hope and Glory
Michèle Dernelle, Jean-Pierre Eychenne – Jean Florette (Jean de Florette)
1989
Fabrizio Sforza – Der letzte Kaiser (The Last Emperor)
Ve Neill, Steve LaPorte, Robert Short – Beetlejuice
Sally Sutton – Eine Handvoll Staub (A Handfull of Dust)
Carla Palmer – RoboCop

## 1990er-Jahre
1990
Maggie Weston, Fabrizio Sforza, Pam Meager – Die Abenteuer des Baron Münchhausen (The Adventures of Baron Munchausen)
Paul Engelen, Nick Dudman – Batman
Jean-Luc Russier – Gefährliche Liebschaften (Dangerous Liaisons)
Ken Jennings – Mein linker Fuß (My Left Foot)
1991
John Caglione junior, Doug Drexler – Dick Tracy
Ben Nye, junior – Ghost – Nachricht von Sam (Ghost)
Maurizio Trani – Cinema Paradiso (Nouvo Cinema Paradiso)
Christine Beveridge, Jim Henson – Hexen hexen (The Witches)
1992
Jean-Pierre Eychenne, Michèle Burke – Cyrano von Bergerac
Fern Buchner, Katherine James, Kevin Haney – Addams Family (The Addams Family)
Francisco X. Pèrez – Der mit dem Wolf tanzt (Dances with Wolves)
Ve Neill – Edward mit den Scherenhänden (Edward Scissorhands)
1993
Peter Robb-King – Der letzte Mohikaner (The Last of the Mohicans)
Ve Neill, Stan Winston – Batmans Rückkehr (Batman Returns)
Wally Schneiderman, Jill Rockow, John Caglione junior – Chaplin
Christine Beveridge – Wiedersehen in Howards End (Howards End)
1994
Morag Ross – Orlando
Kevin Haney, Katherine James, Fred C. Blau Jr., Fern Buchner – Die Addams Family in verrückter Tradition (Addams Family Values)
Greg Cannom, Michèle Burke, Matthew W. Mungle – Bram Stoker’s Dracula
Christina Smith, Matthew W. Mungle, Waldemar Pokromski, Pauline Heys – Schindlers Liste (Schindler’s List)
1995
Cassie Hanlon, Angela Conte, Strykermeyer – Priscilla – Königin der Wüste (The Adventures of Priscilla, Queen of the Desert)
Stan Winston, Michèle Burke, Jan Archibald – Interview mit einem Vampir (Interview with the Vampire: The Vampire Chronicles)
Greg Cannom, Sheryl Ptak – Die Maske (The Mask)
Greg Cannom, Ve Neill, Yolanda Toussieng – Mrs. Doubtfire – Das stachelige Kindermädchen (Mrs. Doubtfire)
1996
Lisa Westcott – King George – Ein Königreich für mehr Verstand (The Madness of King George)
Peter Frampton, Paul Pattison, Lois Burwell – Braveheart
Ve Neill, Rick Baker, Yolanda Toussieng – Ed Wood
Morag Ross, Jan Archibald – Sinn und Sinnlichkeit (Sense and Sensibility)
1997
Rick Baker, David LeRoy Anderson – Der verrückte Professor (The Nutty Professor)
Lynda Armstrong, Martial Corneville, Colin Jamison, Jean-Luc Russier – 101 Dalmatiner (101 Dalmatians)
Fabrizio Sforza, Nigel Booth – Der englische Patient (The English Patient)
Sarah Monzani, Martin Samuel – Evita
1998
Sallie Jaye, Jan Archibald – Wings of the Dove – Die Flügel der Taube (Wings of the Dove)
John M. Elliott, Scott H. Eddo, Janis Clark – L.A. Confidential
Lisa Westcott – Ihre Majestät Mrs. Brown (Mrs. Brown)
Tina Earnshaw, Simon Thompson, Kay Georgiou – Titanic
1999
Jenny Shircore – Elizabeth
Lois Burwell, Jeanette Freeman – Der Soldat James Ryan (Saving Private Ryan)
Lisa Westcott – Shakespeare in Love
Peter Swords King – Velvet Goldmine

## 2000er-Jahre
2000
Christine Blundell – Topsy-Turvy – Auf den Kopf gestellt (Topsy-Turvy)
Tania McComas, Carol A. O’Connell – American Beauty
Christine Beveridge – Das Ende einer Affäre (The End of the Affair)
Peter Swords King – Ein perfekter Ehemann (An Ideal Husband)
2001
Rick Baker, Kazuhiro Tsuji, Toni G, Gail Rowell-Ryan, Sylvia Nava – Der Grinch (How the Grinch Stole Christmas)
Naomi Donne – Chocolat – Ein kleiner Biss genügt (Chocolat)
Paul Engelen, Graham Johnston – Gladiator
Peter Swords King, Nuala Conway – Quills – Macht der Besessenheit (Quills)
Yun-Ling Man, Siu-Mui Chau – Tiger and Dragon (Wo hu cang long)
2002
Peter Owen, Peter Swords King, Richard Taylor – Der Herr der Ringe: Die Gefährten (The Lord of the Rings: The Fellowship of the Ring)
Sallie Jaye, Jan Archibald – Gosford Park
Amanda Knight, Eithne Fennel, Nick Dudman – Harry Potter und der Stein der Weisen (Harry Potter and the Philosopher’s Stone)
Maurizio Silvi, Aldo Signoretti – Moulin Rouge (Moulin Rouge!)
Rick Baker, Toni G, Kazuhiro Tsuji – Planet der Affen (Planet of the Apes)
2003
Judy Chin, Beatrice De Alba, John E. Jackson, Regina Reyes – Frida
Jordan Samuel, Judi Cooper-Sealy – Chicago
Manlio Rocchetti, Aldo Signoretti – Gangs of New York
Ivana Primorac, Conor O’Sullivan, Jo Allen – The Hours – Von Ewigkeit zu Ewigkeit (The Hours)
Peter Owen, Peter Swords King, Richard Taylor – Der Herr der Ringe: Die zwei Türme (The Lord of the Rings: The Two Towers)
2004
Ve Neill, Martin Samuel – Fluch der Karibik (Pirates of the Caribbean: The Curse of the Black Pearl)
Jean Ann Black, Paul LeBlanc – Big Fish
Paul Engelen, Ivana Primorac – Unterwegs nach Cold Mountain (Cold Mountain)
Jenny Shircore – Das Mädchen mit dem Perlenohrring (Girl with a Pearl Earring)
Richard Taylor, Peter Swords King, Peter Owen – Der Herr der Ringe: Die Rückkehr des Königs (The Lord of the Rings: The Return of the King)
2005
Morag Ross, Kathryn Blondell, Siân Grigg – Aviator (The Aviator)
Christine Blundell – Wenn Träume fliegen lernen (Finding Neverland)
Amanda Knight, Eithne Fennel, Nick Dudman – Harry Potter und der Gefangene von Askaban (Harry Potter and the Prisoner of Azkaban)
Lee-na Kwan, Xiaohai Yang, Siu-Mui Chau – House of Flying Daggers (Shi mian mai fu)
Christine Blundell – Vera Drake
2006
Howard Berger, Gregory Nicotero, Nikki Gooley – Die Chroniken von Narnia: Der König von Narnia (The Chronicles of Narnia: The Lion, the Witch and the Wardrobe)
Peter Owen, Ivana Primorac – Charlie und die Schokoladenfabrik (Charlie and the Chocolate Factory)
Nick Dudman, Amanda Knight, Eithne Fennel – Harry Potter und der Feuerkelch (Harry Potter and the Goblet of Fire)
Noriko Watanabe, Kate Biscoe, Lyndell Quiyou, Kelvin R. Trahan – Die Geisha (Memoirs of a Geisha)
Fae Hammond – Stolz und Vorurteil (Pride and Prejudice)
2007
José Quetglás, Blanca Sánchez – Pans Labyrinth (El laberinto del fauno)
Nicki Ledermann, Angel De Angelis – Der Teufel trägt Prada (The Devil Wears Prada)
Jean-Luc Russier, Desiree Corridoni – Marie Antoinette
Ve Neill, Martin Samuel – Pirates of the Caribbean – Am Ende der Welt (Pirates of the Caribbean: Dead Man’s Chest)
Daniel Phillips – Die Queen
2008
Jan Archibald, Didier Lavergne – La vie en rose (La môme)
Ivana Primorac – Abbitte (Atonement)
Jenny Shircore – Elizabeth – Das goldene Königreich (Elizabeth: The Golden Age)
Judi Cooper-Sealy, Jordan Samuel – Hairspray
Ivana Primorac – Sweeney Todd – Der teuflische Barbier aus der Fleet Street (Sweeney Todd: The Demon Barber of Fleet Street)
2009
Jean Ann Black, Colleen Callaghan – Der seltsame Fall des Benjamin Button (The Curious Case of Benjamin Button)
Peter Robb-King – The Dark Knight
Daniel Phillips, Jan Archibald – Die Herzogin (The Duchess)
Edouard F. Henriques, Kim Santantonio – Frost/Nixon
Steven E. Anderson, Michael White – Milk

## 2010er-Jahre
2010
Jenny Shircore – Victoria, die junge Königin (The Young Victoria)
Thi Thanh Tu Nguyen, Jane Milon – Coco Chanel – Der Beginn einer Leidenschaft (Coco avant Chanel)
Elizabeth Yianni-Georgiou – An Education
Sarah Monzani – Das Kabinett des Doktor Parnassus (The Imaginarium of Doctor Parnassus)
Peter Swords King – Nine
2011
Valli O’Reilly, Paul Gooch – Alice im Wunderland (Alice in Wonderland)
Judy Chin, Geordie Sheffer – Black Swan
Amanda Knight, Lisa Tomblin, Nick Dudman – Harry Potter und die Heiligtümer des Todes: Teil 1 (Harry Potter and the Deathly Hallows – Part 1)
Frances Hannon – The King’s Speech
Elizabeth Yianni-Georgiou – We Want Sex (Made in Dagenham)
2012
Marese Langan – Die Eiserne Lady (The Iron Lady)
Julie Hewett, Cydney Cornell – The Artist
Amanda Knight, Lisa Tomblin – Harry Potter und die Heiligtümer des Todes: Teil 2 (Harry Potter and the Deathly Hallows – Part 2)
Morag Ross, Jan Archibald – Hugo Cabret (Hugo)
Jenny Shircore – My Week with Marilyn
2013
Lisa Westcott – Les Misérables
Ivana Primorac – Anna Karenina
Julie Hewett, Martin Samuel, Howard Berger – Hitchcock
Peter Swords King, Richard Taylor, Rick Findlater – Der Hobbit: Eine unerwartete Reise (The Hobbit: An Unexpected Journey)
Lois Burwell, Kay Georgiou – Lincoln
2014
Lori McCoy-Bell, Evelyne Noraz, Kathrine Gordon – American Hustle
Kate Biscoe, Marie Larkin – Liberace – Zu viel des Guten ist wundervoll (Behind the Candelabra)
Debra Denson, Candace Neal, Robert Stevenson, Matthew Mungle – Der Butler (The Butler)
Peter Swords King, Richard Taylor, Rick Findlater – Der Hobbit: Smaugs Einöde (The Hobbit: The Desolation of Smaug)
Maurizio Silvi, Kerry Warn – Der große Gatsby (The Great Gatsby)
2015
Frances Hannon – Grand Budapest Hotel (The Grand Budapest Hotel)
Christine Blundell, Lesa Warrener – Mr. Turner – Meister des Lichts (Mr. Turner)
Peter Swords King, J. Roy Helland – Into the Woods
Jan Sewell – Die Entdeckung der Unendlichkeit (The Theory of Everything)
David White, Elizabeth Yianni-Georgiou – Guardians of the Galaxy
2016
Damian Martin, Lesley Vanderwalt – Mad Max: Fury Road
Jerry Decarlo, Patricia Regan, Morag Ross – Carol
Morna Ferguson, Lorraine Glynn – Brooklyn – Eine Liebe zwischen zwei Welten (Brooklyn)
Siân Grigg, Duncan Jarman, Robert Pandini – The Revenant – Der Rückkehrer (The Revenant)
Jan Sewell – The Danish Girl
2017
J. Roy Helland, Daniel Phillips – Florence Foster Jenkins
Amanda Knight, Neal Scanlan, Lisa Tomblin – Rogue One: A Star Wars Story
Donald Mowat, Yolanda Toussieng – Nocturnal Animals
Shane Thomas – Hacksaw Ridge – Die Entscheidung (Hacksaw Ridge)
Jeremy Woodhead – Doctor Strange
2018
David Malinowski, Ivana Primorac, Lucy Sibbick, Kazuhiro Tsuji – Die dunkelste Stunde (Darkest Hour)
Donald Mowat, Kerry Warn – Blade Runner 2049
Deborah La Mia Denaver, Adruitha Lee – I, Tonya
Daniel Phillips – Victoria & Abdul
Naomi Bakstad, Robert Pandini, Arjen Tuiten – Wunder (Wonder)
2019
Nadia Stacey – The Favourite – Intrigen und Irrsinn (The Favourite)
Kate Biscoe, Greg Cannom, Patricia DeHaney, Chris Gallaher – Vice – Der zweite Mann (Vice)
Mark Coulier, Jeremy Woodhead, Josh Weston – Stan & Ollie
Mark Coulier, Jan Sewell – Bohemian Rhapsody
Jenny Shircore – Maria Stuart, Königin von Schottland (Mary Queen of Scots)

## 2020er-Jahre
2020
Vivian Baker, Kazuhiro Tsuji, Anne Morgan – Bombshell – Das Ende des Schweigens (Bombshell)
- Naomi Donne, Tristan Versluis – 1917
- Kay Georgiou, Nicole Ledermann – Joker
- Jeremy Woodhead – Judy
- Elizabeth Yianni-Georgiou, Barrie Gower, Tapio Salmi – Rocketman

2021
Matiki Anoff, Larry M. Cherry, Sergio Lopez-Rivera, Mia Neal – Ma Rainey’s Black Bottom
- Dalia Colli, Mark Coulier, Francesco Pegoretti – Pinocchio
- Patricia Dehaney, Eryn Krueger Mekash, Matthew Mungle – Hillbilly-Elegie
- Jenny Shircore – Die Ausgrabung (The Dig)
- Colleen LaBaff, Kimberley Spiteri, Gigi Williams – Mank

2022
Linda Dowds, Stephanie Ingram, Justin Raleigh – The Eyes of Tammy Faye
- Frederic Aspiras, Jana Carboni, Giuliano Mariano, Sarah Nicole Tanno – House of Gucci
- Alessandro Bertolazzi, Siân Miller – Cyrano
- Love Larson, Donald Mowat – Dune
- Nadia Stacey, Naomi Donne – Cruella

2023
Jason Baird, Mark Coulier, Louise Coulston, Shane Thomas – Elvis
- Anne Marie Bradley, Judy Chin, Adrien Morot – The Whale
- Naomi Donne, Mike Marino, Zoe Tahir – The Batman
- Naomi Donne, Barrie Gower, Sharon Martin – Roald Dahls Matilda – Das Musical (Roald Dahl’s Matilda the Musical)
- Heike Merker – Im Westen nichts Neues

2024
Mark Coulier, Nadia Stacey, Josh Weston – Poor Things
- Kay Georgiou, Thomas Nellen – Killers of the Flower Moon
- Kay Georgiou, Siân Grigg, Lori McCoy-Bell, Kazuhiro Tsuji – Maestro
- Jana Carboni, Satinder Chumber, Francesco Pegoretti, Julia Vernon – Napoleon
- Luisa Abel, Jason Hamer, Jaime Leigh McIntosh, Ahou Mofid – Oppenheimer

2025
Pierre-Olivier Persin, Stéphanie Guillon, Frédérique Arguello und Marilyne Scarselli – The Substance
- Julia Floch Carbonel, Emmanuel Janvier, Jean-Christophe Spadaccini und Romain Marietti – Emilia Pérez
- Frances Hannon, Laura Blount, Sarah Nuth – Wicked
- Love Larson und Eva von Bahr – Dune: Part Two
- David White, Traci Loader und Suzanne Stokes-Munton – Nosferatu – Der Untote (Nosferatu)